# Pedraça
Pedraça is een plaats (freguesia) in de Portugese gemeente Cabeceiras de Basto en telt 895 inwoners (2001).